# Парк Патриот (станция)
Парк «Патриот» — тупиковая железнодорожная станция на однопутной неэлектрифицированной линии Кубинка I — Парк «Патриот» Смоленского (Белорусского) направления железной дороги МЖД, расположенная на территории одноимённого военно-патриотического парка культуры и отдыха Вооружённых Сил Российской Федерации.

## История
Станция была возведена в 2015 году на железнодорожной линии, проложенной к парку «Патриот».
Предполагалось, что станция не будет тупиковой, так как из линии планировалось создать кольцо вокруг поля исторических реконструкций парка «Патриот». Планы реализованы не были; вместо этого от станции отходит ответвление на тупиковую платформу «Партизанская деревня», расположенную южнее, в «Партизанской деревне» (музейной экспозиции под открытым небом) парка.

## Описание

### Расположение
Административно станция расположена в Одинцовском городском округе Московской области.
Территориально располагается в южной части парка:
- близ зоны экстремальных видов спорта и таможенного терминала — с северной стороны станции;
- близ центра военно-тактических игр и зоны реконструкции исторических событий — с южной стороны.

Рядом со станцией располагается автобусная остановка «Центр военно-тактических игр».

### Инфраструктура
Состоит из одной высокой боковой платформы. Турникетами не оборудована, зал ожидания и кассы отсутствуют.

### Достопримечательности
Рядом с платформой находятся памятники, а именно:
- «Ракета «Космос-3М»» — к востоку от станции (за тупиком)[3];
- бронепаровоз БП-43 (располагается на железнодорожных путях около платформы)[4].

## Движение
Особенностью платформы является то, что она обслуживает пассажиров только во время проведения выставок «Армия», проходящих ежегодно в парке «Патриот».
До 2020 года станция обслуживала составы РА2, курсирующие по маршруту Кубинка I — Парк «Патриот».
В 2020 году в дополнение к РА2 был пущен поезд «Ласточка» от Белорусского вокзала. Поезд следует на собственной (электрической) тяге до станции Кубинка I, где цепляется к тепловозу и далее следует на тепловозной тяге.
Время движения от Белорусского вокзала — 1 час 45 минут.

## Фотогалерея

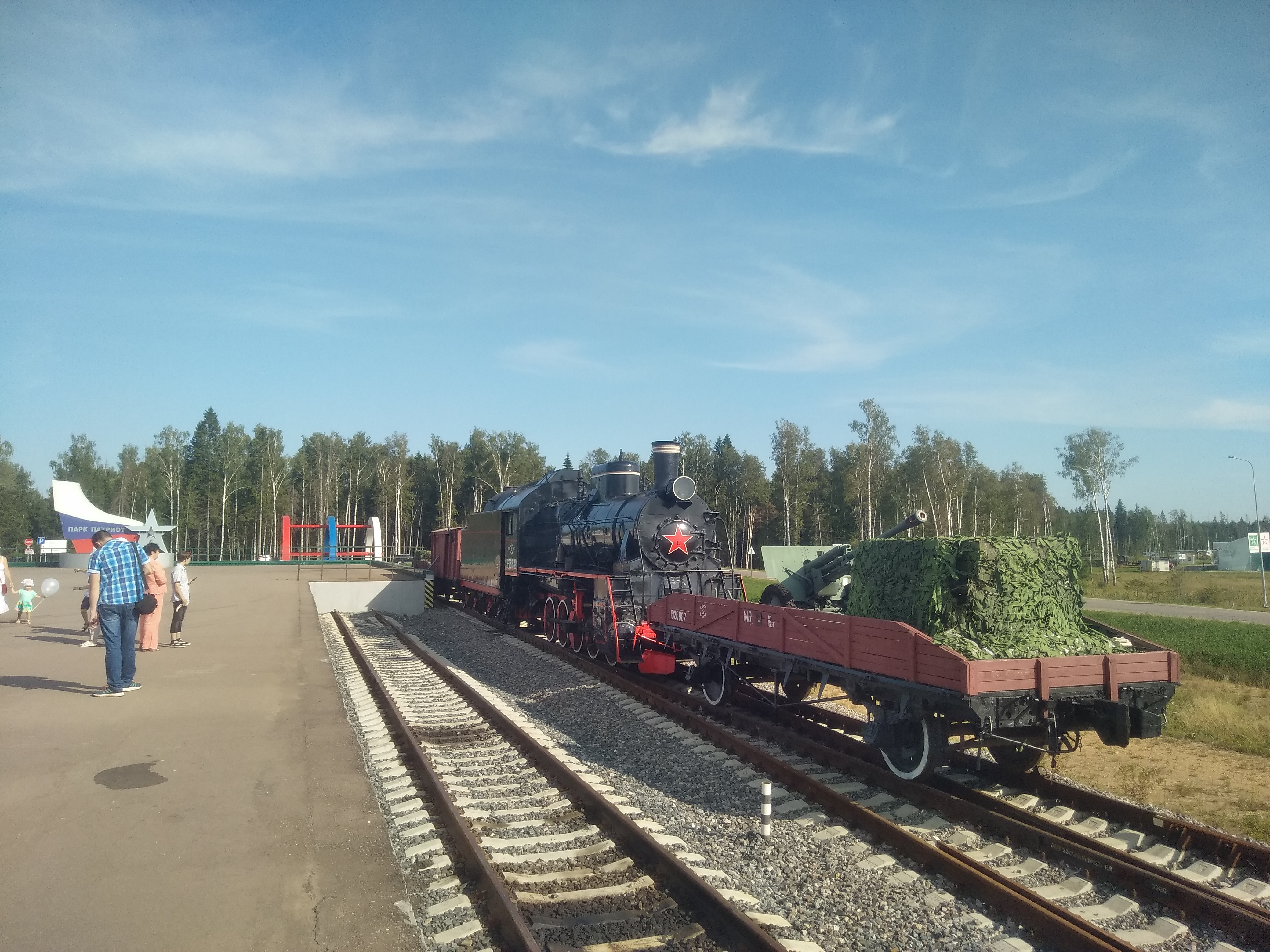
Бронепаровоз около станции
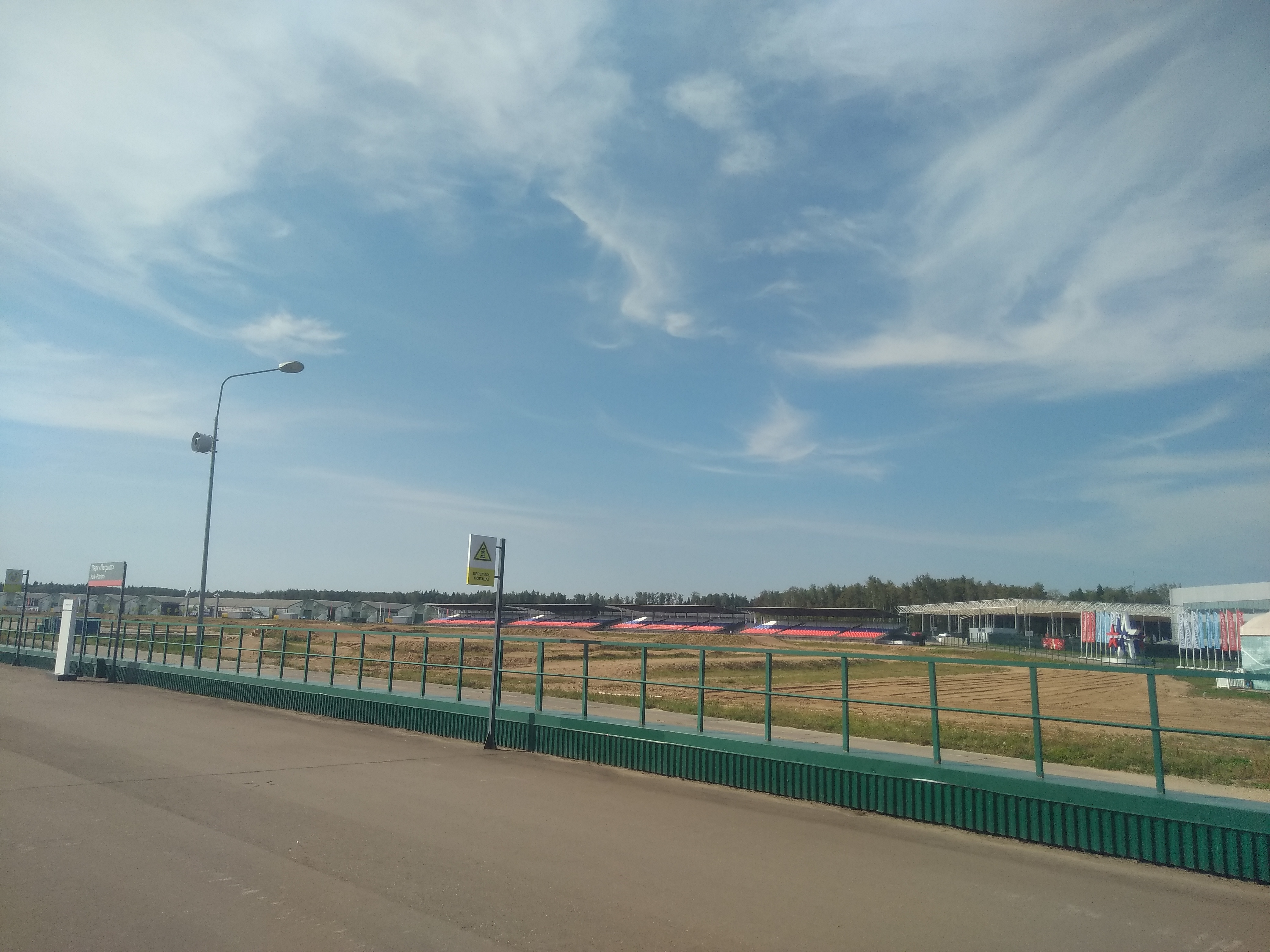
Вид со станции Парк Патриот в сторону парка